# Udo Kreickemeier
Udo Kreickemeier (* 1969 in Darmstadt) ist ein deutscher Wirtschaftswissenschaftler und Professor für Internationale Ökonomik an der Georg-August-Universität Göttingen.

## Leben
Udo Kreickemeier erlangte 1992 einen Abschluss von der Kölner Journalistenschule für Politik und Wirtschaft. Danach schloss er an der Universität zu Köln ein Studium der Volkswirtschaftslehre an, welches er 1996 mit dem Diplom beendete. 2002 wurde er an der Johannes Gutenberg-Universität Mainz promoviert. Daraufhin war er bis 2006 als Lecturer an der University of Nottingham tätig und ebendort von 2007 bis 2009 Associate Professor. Anschließend war er von 2009 bis 2015 Professor an der Eberhard Karls Universität Tübingen und von 2015 bis 2018 Professor an der Technischen Universität Dresden. Seit 2018 ist er Professor für Internationale Ökonomik an der Georg-August-Universität Göttingen.
Er ist Mitherausgeber der Fachzeitschriften „European Economic Review“ und „Review of World Economics“: Darüber hinaus ist er Mitglied im „Ausschuss für Außenwirtschaftstheorie und -politik“ des Vereins für Socialpolitik.

## Forschungsschwerpunkte
Sein Forschungsschwerpunkt ist die internationale Handelstheorie unter Einbeziehung von Arbeitsmarktfaktoren.

## Werke (Auswahl)
- als Hrsg., mit Daniel M. Bernhofen: Palgrave Handbook of International Trade, 2011, ISBN 978-0-230-21727-0
- International Trade and Labor Markets: Welfare, Inequality and Unemployment, 2018, ISBN 978-981-3224-90-2